# Juncus arcticus
Espèce
Classification APG III (2009)
Juncus est une espèce botanique de joncs que l'on rencontre dans les régions circumboréales, mais aussi en Patagonie et dans certaines zones d'Amérique du Nord.

## Synonymes
- Juncus acuminatus Balb.
- Juncus muelleri Trautv.
- Juncus pauciflorus Moench ex Schleich.
- Juncus grubovii Novikov
- Juncus muelleri subsp. grubovii (Novikov) Novikov

Il est à noter que Juncus arcticus subps. balticus Willd. est synonyme de Juncus balticus Willd.

## Description
Cette plante herbacée vivace pousse en masses denses atteignant de 0,30 à 1,25 m de hauteur. La tige est cylindrique et lisse. Ses feuilles sont toutes basales, hautes et étroites, avec un filament de 5 millimètres de longueur sur l'apex. Elles sont vertes à jaunâtres. Son inflorescence consiste en fleurs disposées en grappes composites qui donnent l'apparence de sortir latéralement sur la tige. La bractée basale de l'inflorescence semble être une prolongation de la tige. Les fleurs sont petites et peu visibles avec six tépales (trois internes et trois externes) qui peuvent être plats ou concaves, avec des franges vertes ou jaunâtres. Les trois stigmates sont longs et ondulés.
Le fruit se présente sous la forme d'une capsule ovale à trois lobes de couleur brun-jaunâtre ou rougeâtre. Les graines sont nombreuses, de forme variable et de couleur café.

## Sous-espèces
- Juncus arcticus subsp. alaskanus (Hultén) S.L.Welsh
- Juncus arcticus subsp. arcticus Willd.